# Спиди, Дэвид
Дэвид Роберт Спиди (англ. David Robert Speedie; род. 20 февраля 1960 в Гленротесе) — шотландский футболист, нападающий, наиболее известный по выступлениям за «Челси» и «Ковентри Сити».

## Карьера
Спиди родился в Шотландии, но вырос в Йоркшире, где он начинал работать шахтёром. В 1978 году он подписал профессиональный контракт с «Барнсли». Он не сумел ни разу отличиться за этот клуб прежде, чем в 1980 году перешёл в «Дарлингтон». Именно там его талант впервые привлёк к себе внимание. В мае 1982 года он был подписан менеджером «Челси» Джоном Нилом за 80 тысяч фунтов.
Спиди прославился именно в «Челси», где он составил дуэт форвардов с Керри Диксоном. Сильными качествами Дэвида были сила, бомбардирское чутьё и игра головой (что удивительно при его росте всего 170 сантиметров). Спиди вместе с Диксоном и вингером Патом Невином за три года на троих забили 200 мячей, но ещё до прихода Диксона и Невина в команду Спиди помог «синим» сохранить прописку во Втором дивизионе, причём семь забитых им голов (два в дебютном матче в ворота «Олдем Атлетик») стали решающими. В 1986 году Дэвид стал первым игроком со времён Джеффа Хёрста, который забил три мяча на «Уэмбли», когда он отличился в финале Кубка Полноправных членов, в котором его команда оказалась сильнее «Манчестер Сити» 5:4.
Забив 64 гола в 205 матчах за клуб, летом 1987 года Дэвид перешёл в «Ковентри Сити» за сумму в 750 тысяч фунтов. Главной причиной его ухода стало расхождение во взглядах с тренером «Челси» Джоном Холлинсом. Он оставался в составе «небесно-голубых» в течение четырёх лет, продолжая забивать с той же частотой, с какой он делал это в матчах за «Челси». В 1991 году он неожиданно перешёл в «Ливерпуль», став последним приобретением Кенни Далглиша на посту тренера клуба. Он провёл за клуб всего 14 матчей, забив в них шесть мячей прежде, чем тем же летом был продан в «Блэкбёрн Роверс» новым наставником «красных» Грэмом Сунессом.
В последующие несколько лет Спиди сменил целый ряд клубов — «Саутгемптон», «Бирмингем Сити», «Вест Бромвич Альбион», «Вест Хэм Юнайтед» и «Лестер Сити». Причиной частой смены клубов стали его дурной нрав и не слишком хорошие показатели по предупреждениям и удалениям. Позднее он также выступал за любительские клубы, а сейчас работает футбольным агентом. За свою карьеру Дэвид провёл более 500 матчей в лиге и забил свыше 150 голов. Он также сыграл в десяти матчах за сборную Шотландии.

## Достижения
Командные
 «Челси»
- Чемпион Второго дивизиона (1): 1983/84
- Обладатель Кубка полноправных членов (1): 1986
- Итого: 2 трофея

Личные
- Игрок года по версии болельщиков «Челси» (1): 1985